# Liste der Biografien/Cola
Liste der Biografien |
Portal Biografien |
Personensuche
# |
A |
B |
C |
D |
E |
F |
G |
H |
I |
J |
K |
L |
M |
N |
O |
P |
Q |
R |
S |
T |
U |
V |
W |
X |
Y |
Z |
?
 
Ca |
Cb |
Cc |
Ce |
Ch |
Ci |
Cj |
Ck |
Cl |
Cm |
Cn |
Co |
Cr |
Cs |
Ct |
Cu |
Cv |
Cw |
Cy |
Cz
 
Coa–Cod |
Coe–Cok |
Col |
Com |
Con |
Coo–Coq |
Cor |
Cos |
Cot |
Cou |
Cov |
Cow |
Cox |
Coy |
Coz
 
Cola |
Colb |
Colc |
Cold |
Cole |
Colf |
Colg |
Colh |
Coli |
Colk |
Coll |
Colm |
Coln |
Colo |
Colp |
Colq |
Colr |
Cols |
Colt |
Colu |
Colv |
Colw |
Coly |
Colz
Die Liste der Biografien führt alle Personen auf, die in der deutschsprachigen Wikipedia einen Artikel haben. Dieses ist eine Teilliste mit 87 Einträgen von Personen, deren Namen mit den Buchstaben „Cola“ beginnt.

## Cola
- Cola, Mattia (* 1984), italienischer Biathlet

### Colac
- Colacce, Carlos (* 1960), uruguayischer Politiker
- Colacicco, Gerardo J. (* 1955), US-amerikanischer Geistlicher, römisch-katholischer Weihbischof in New York
- Colaço Osorio-Swaab, Reine (1881–1971), niederländische Komponistin
- Colaço, Cletus (* 1953), indischer Ordenspriester und Soziologe
- Colaço, Edwin (* 1937), indischer Geistlicher und emeritierter Bischof von Aurangabad
- Colacurcio, Frank (1917–2010), italienisch-amerikanischer Geschäftsmann
- Colacurcio, Michael J. (* 1936), amerikanischer Literaturwissenschaftler

### Colad
- Colada, Ina (* 1986), deutsche Partyschlagersängerin

### Colaf
- Colafemmina, Cesare (1933–2012), italienischer Historiker, Schriftsteller und Bibelwissenschaftler

### Colag
- Colage, Stefano (* 1962), italienischer Radrennfahrer
- Colagrande, Giada (* 1975), italienische Filmregisseurin und SchauspielerinGiada Colagrande (* 1975)

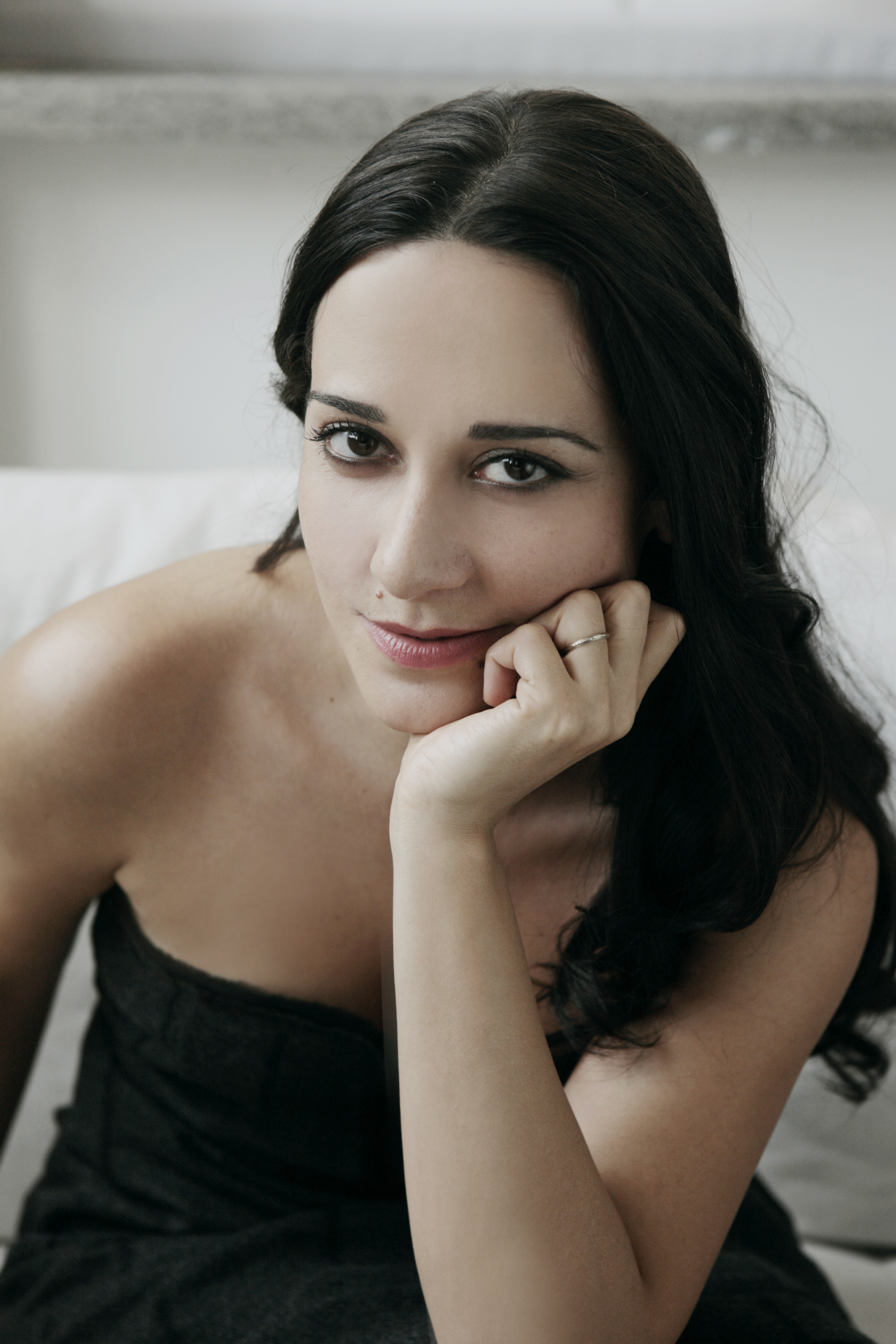
Giada Colagrande (* 1975)

- Colagrossi, Angelo (* 1960), italienischer Autor und Regisseur
- Colagrossi, Annamaria (* 1968), italienische Judoka

### Colai
- Colaiacovo, Carlo (* 1983), italo-kanadischer Eishockeyspieler
- Colaianni, Biagio (* 1957), italienischer römisch-katholischer Geistlicher, Erzbischof von Campobasso-Boiano
- Colaiuta, Vinnie (* 1956), US-amerikanischer Schlagzeuger

### Colak
- Çolak, Adnan (* 1967), türkischer Serienmörder
- Čolak, Antonio (* 1993), kroatisch-deutscher FußballspielerAntonio Čolak (* 1993)

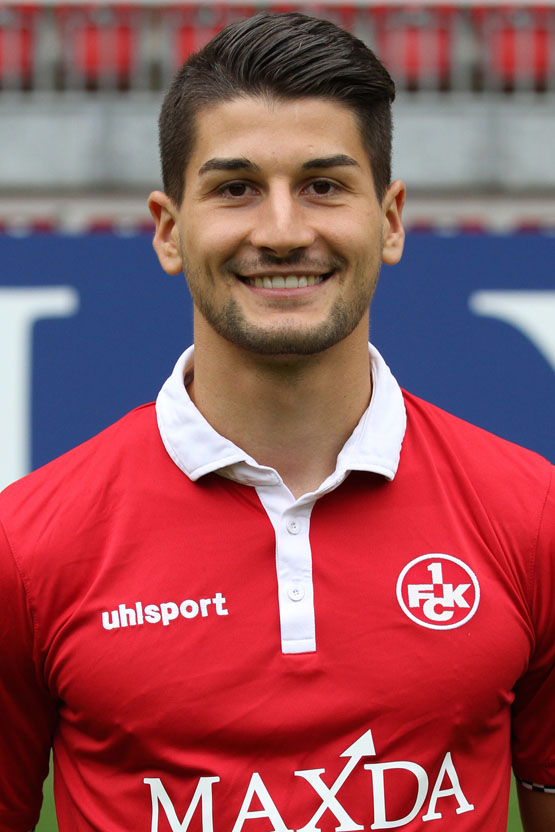
Antonio Čolak (* 1993)

- Çolak, Burak (* 1993), türkischer Fußballspieler
- Çolak, Emre (* 1991), türkischer Fußballspieler
- Çolak, Eren (* 1996), türkischer Fußballspieler
- Çolak, Halil (* 1988), niederländisch-türkischer Fußballspieler
- Çolak, İbrahim (* 1995), türkischer Kunstturner
- Čolak, Jure (* 1989), kroatisch-deutscher Fußballspieler
- Çolak, Nuri (* 1975), türkischer Fußballspieler
- Çolak, Salih Zeki (* 1954), türkischer General
- Čolak, Stanko (* 1936), jugoslawischer Funktionär der Geheimpolizei
- Çolak, Sülmez (* 1975), deutsche Politikerin (SPD, Bündnis 90/Die Grünen), MdBB
- Çolak, Tanju (* 1963), türkischer Fußballspieler
- Çolak, Yücel (* 1968), türkischer Fußballspieler
- Çolakoğlu, Ozan (* 1972), türkischer Musikproduzent

### Colam
- Colamartino, Vincenzo (* 1961), italienischer Radrennfahrer
- Colamonico, Carmelo (1882–1973), italienischer Geograph und Akademiker

### Colan
- Colan, Gene (1926–2011), US-amerikanischer Comiczeichner
- Colander, LaTasha (* 1976), US-amerikanische Sprinterin und Staffelolympiasiegerin
- Colaneri, Maria Carmela (* 1963), italienische Medailleurin
- Colangeli, Ada (1913–1992), italienische Schauspielerin
- Colangeli, Otello (1912–1998), italienischer Filmeditor
- Colangelo, Bryan (* 1965), US-amerikanischer Sportmanager und Geschäftsmann
- Colangelo, Fabio (* 1981), italienischer Tennisspieler
- Colangelo, Jerry (* 1939), US-amerikanischer Sportmanager und Geschäftsmann
- Colángelo, José (* 1940), argentinischer Tangopianist und -komponist
- Colani, Gian Marchet (1772–1837), Bündner Jäger, Bergsteiger und Büchsenmacher
- Colani, Ludwig (1869–1923), deutscher Schauspieler und Regisseur
- Colani, Luigi (1928–2019), deutscher Designer und DesignphilosophLuigi Colani (1928–2019)

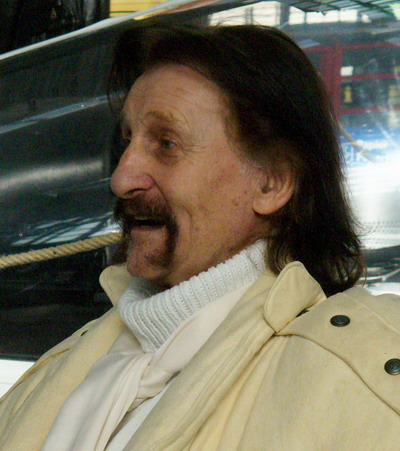
Luigi Colani (1928–2019)

- Colani, Madeleine (1866–1943), französische Archäologin
- Colani, Timothée (1824–1888), französischer Theologe, Prediger und Schriftsteller
- Colani, Victor (1895–1957), deutscher Schauspieler
- Colaninno, Roberto (1943–2023), italienischer Unternehmer
- Colantoni, Enrico (* 1963), kanadischer Schauspieler
- Colantuoni, Antonio, italienischer Filmproduzent
- Colantuono, Stefano (* 1962), italienischer Fußballspieler und -trainer

### Colao
- Colao, Vittorio (* 1961), italienischer Geschäftsmann und Politiker

### Colap
- Colapesce (* 1983), italienischer Cantautore
- Colapinto, Franco (* 2003), argentinischer AutorennfahrerFranco Colapinto (* 2003)

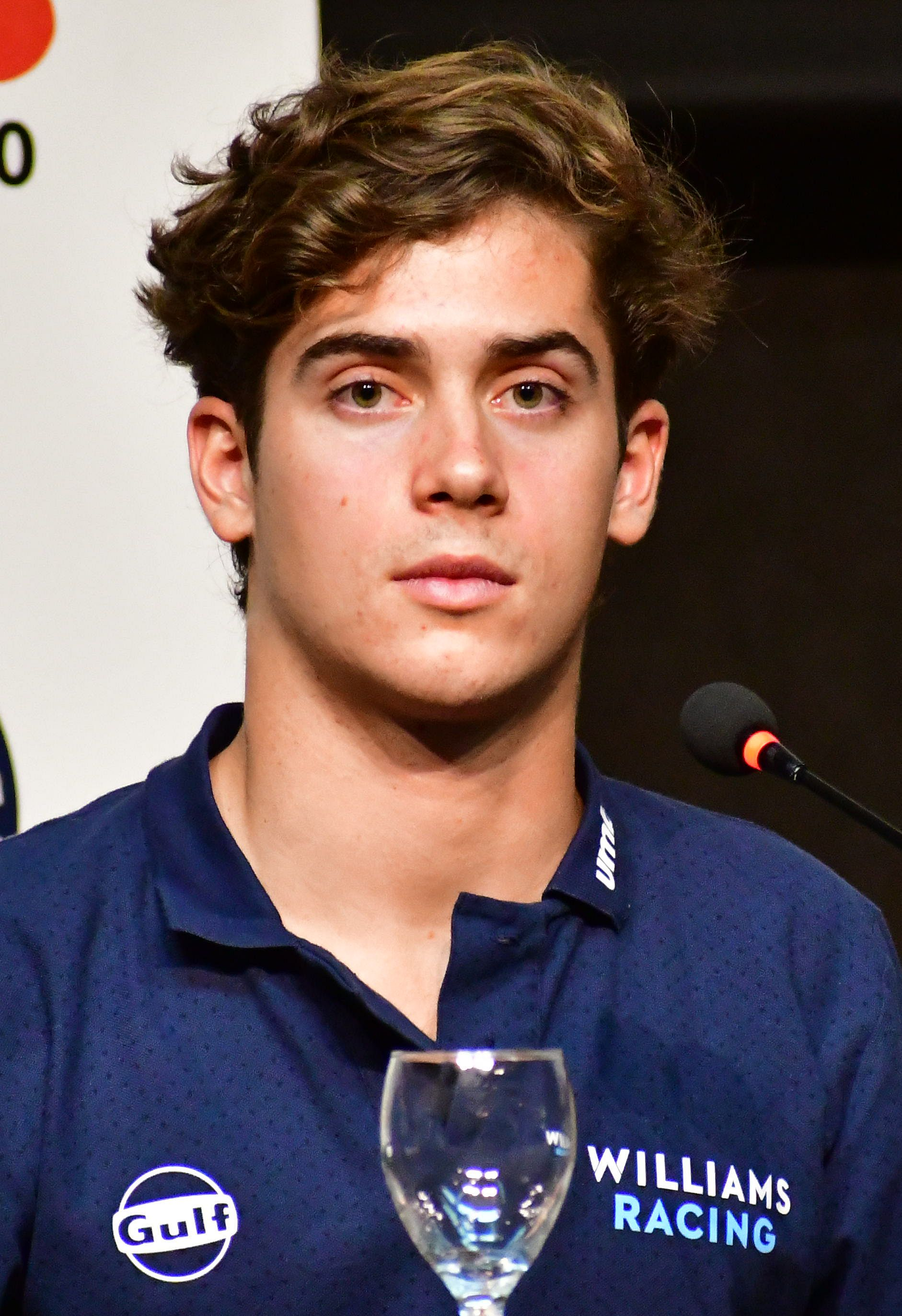
Franco Colapinto (* 2003)

- Colaprico, Danielle (* 1993), US-amerikanische Fußballspielerin

### Colar
- Colard, Hermann von (1857–1916), österreichischer General im Ersten Weltkrieg
- Colard, Jean-Max (* 1968), französischer Kurator, Kunstkritiker und Literaturwissenschaftler
- Colard, Thibault (* 1992), französischer Ruderer
- Colardeau, Charles-Pierre (1732–1776), französischer Dichter, Dramatiker und Mitglied der Académie française
- Colart de Brimeu († 1442), burgundischer Militär

### Colas
- Colas, Alain (1943–1978), französischer Hochseesegler
- Colas, Fabrice (* 1964), französischer Radrennfahrer
- Colas, Guilbaut (* 1983), französischer Freestyle-Skisportler
- Colas, Jean-Paul (1911–2009), französischer Automobilrennfahrer und Rennstallbesitzer
- Colas, Louis (1888–1949), französischer Autorennfahrer
- Colás, Miguel (* 1994), mexikanischer Eishockeyspieler
- Colas, Paul (1880–1956), französischer Sportschütze
- Colas, Pierre Robert (1976–2008), deutscher Alt- und Mesoamerikanist
- Colas, René (1901–1984), französischer Kameramann
- Çölaşan, Emin (* 1942), türkischer Businessmanager, Verwaltungswissenschaftler, Schriftsteller und Journalist
- Colasanti, Giuseppe (1846–1903), italienischer Physiologe und Pharmakologe
- Colasanti, Marina (1937–2025), brasilianische Autorin
- Colasanti, Silvia (* 1975), italienische Komponistin
- Colasanti, Veniero (1910–1996), italienischer Szenen- und Kostümbildner
- Colasanto, Nicholas (1924–1985), US-amerikanischer Schauspieler
- Colassin, Antoine (* 2001), belgischer Fußballspieler
- Colasson, Maurice (1911–1992), französischer Filmarchitekt
- Colasuonno, Francesco (1925–2003), italienischer Geistlicher und Apostolischer Nuntius in Italien und San Marino

### Colat
- Colatrella, Philomena (* 1968), Schweizer Versicherungsmanagerin

### Colau
- Colau, Ada (* 1974), katalanische Aktivistin und PolitikerinAda Colau (* 1974)

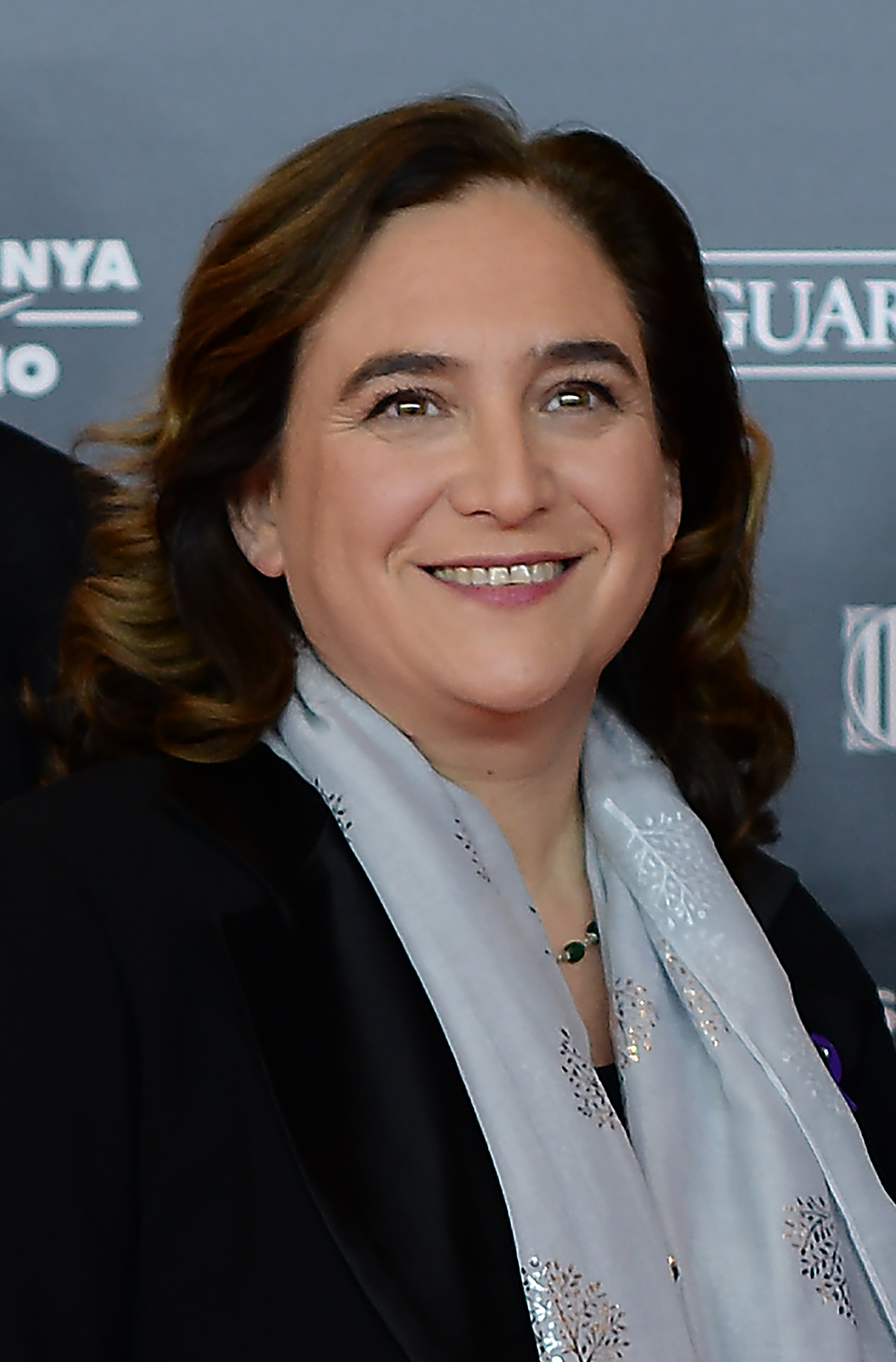
Ada Colau (* 1974)

- Colaussi, Gino (1914–1991), italienischer Fußballspieler
- Colautti, Arturo (1851–1914), Schriftsteller, Journalist, Dichter und Librettist
- Colautti, Roberto (* 1982), israelischer Fußballspieler

### Colav
- Colavita, Francesca (* 1990), italienische Biologin

### Colaz
- Colazza, Luigi (1868–1927), italienischer Opernsänger (Tenor)